# Jadwiga Bryła
Jadwiga Anna Bryła (ur. 9 lipca 1943 w Warszawie) – polska biochemiczka. Od 1977 kierowniczka Zakładu Regulacji Metabolizmu na Wydziale Biologii Uniwersytetu Warszawskiego, od 1983 profesor tamże. Dyrektor Instytutu Biochemii. Od 1993 członek korespondent Polskiej Akademii Umiejętności; prowadzi badania dotyczące regulacji przemian pośrednich, zwłaszcza węglowodanów w tkankach zwierzęcych. W 1986 odznaczona Krzyżem Kawalerskim Orderu Odrodzenia Polski.

## Wybrane publikacje
Publikacje książkowe
- Regulacja metabolizmu komórki wyd. PWN, (1981).

Publikacje w czasopismach
- Contribution of L-DOPA, dopamine and tyramine metabolism to the inhibition of gluconeogenesis in rabbit kidney-cortex tubules. 29th FEBS Meeting, Warszawa EUROPEAN JOURNAL OF BIOCHEMISTRY Tom 271 Nr supl. 1 r. 2004, str. 140–140 Jakub Drożak, K. Doroszewska, K. Chodnicka, Jadwiga Bryła.
- Inhibition of gluconeogenesis by vanadium and metformin in kidney-cortex tubules isolated from control and diabetic rabbits BIOCHEMICAL PHARMACOLOGY Tom 63 r. 2002, str. 1371–1382 Anna Kiersztan, Aleksandra Modzelewska, Robert Jarzyna, R Jagielska, Jadwiga Bryła.
- Contribution of L-3,4-dihydroxyphenylalanine metabolism to the inhibition of gluconeogenesis in rabbit kidney-cortex tubules INTERNATIONAL JOURNAL OF BIOCHEMISTRY & CELL BIOLOGY Tom 37 r. 2005, str. 1269–1280 Jakub Drożak, R. Doroszewska, K. Chodnicka, Katarzyna Winiarska, Jadwiga Bryła.